# 马兰·布莱顿
马兰·布莱顿（1973年6月16日—）出生於台北，他以電影和音樂視頻導演、專欄作家、服裝設計師、流行音樂家、電視、電影製片人、英國議會/議會協會大使和演員而聞名。
他於2005年推出了同名時尚品牌“马兰·布莱顿”，2010年推出了 马兰·布莱顿 Homme，2012年推出了 Fantôme 马兰·布莱顿。2020年3月27日，马兰·布莱顿發行了他的第一首音樂單曲《Somethin' Stupid》，其中包括日本流行樂隊Emergency Tiara。他還因在英國和美國的慈善工作而聞名。

## 生平
布列塔尼出生于台湾台北。 他在 岁时开始设计时装，但在娱乐业长大，成为一名表演者。 他从未上过设计学校，并且是自学成才的设计师。

## 教育和工作经历
1996年，布列塔尼移居紐約，為紐約時裝週1997年春季系列秀在7號和6號舉行。作為一名模特，布列塔尼被頂級攝影師和導演 Herb Ritts、Len Prince 和 Hype Williams 拍攝。 Thom Oliphant, Joseph Kahn, 從而開始了他作為造型師的時裝設計。 他的時尚導師包括 Arnold Scaasi，也注意到他在 Savile Row 的培訓。  2005 年，马兰·布莱顿 是 WWD 女裝日報“備忘單”中紐約跑道上值得關注的十二位新設計師之一。 馬蘭·布雷頓（马兰·布莱顿）在《天橋驕子》（2006 年）第三季以第 14 名的成績首次受到公眾關注。
布列塔尼曾出現在 E! 的一集中。 1998 年，他在百老匯歌舞表演的複興中演出時的電視時尚緊急情況。 從 1999 年到 2005 年，他是 ESPN 極限運動的宣傳代言人 和 2003 年 ABC 體育的宣傳代言人。 
2007 年，他在紐約東村開設了第一家 马兰·布莱顿 旗艦店。 該系列於 2008 年擴大到包括 马兰·布莱顿 配飾。 並在 2010 年擴展到包括全系列男裝 - 马兰·布莱顿 Homme（男裝）。  2008 年，布列塔尼和該系列出現在澳大利亞的下一個頂級模特（第 4 週期，紐約，紐約）的一集中。他們出現在 MTV 新聞的一集中（“Project Runway”校友在紐約時裝週上脫穎而出）。  2009 年，他出現在 MTV Detox（吉姆坎蒂洛沒有褲子！）。   2011 年，马兰·布莱顿 Homme 和 马兰·布莱顿 出現在 MTV 新聞的一集中（吉姆的“派對和搖滾”生活方式）。  2010 年，布列塔尼為 NBC 的黃金時段遊戲節目《Minute to Win It》， 以及 2011 年再次設計服裝。  2012 年，马兰·布莱顿 擴大到包括 Fantôme 马兰·布莱顿。
2014 年，马兰·布莱顿 憑藉他的第一個執照擴展到外套   2015 年，马兰·布莱顿 與 Celeste Holm 主演喜劇《大學債務》。  2016年，馬蘭布列塔尼被任命為駐台灣旅遊局大使。 [2] 2017 年，马兰·布莱顿 出現在 FOX 電視台播出的 Good Day New York 節目中，並與 Tokenly 和 Sohomuse 合作，“為時尚行業推出首個由區塊鏈驅動的數字體驗”。
2020 年，布列塔尼舉辦了他的第一個3D在線時裝秀，其中包括 CGI 設計的模特。2020年3月27日，马兰·布莱顿與 Emergency Tiara 發行了音樂單曲“Somethin' Stupid”的翻唱。 2020 年 12 月，馬蘭·布雷頓 (马兰·布莱顿) 與范德比爾特的第七代繼承人康蘇埃洛·科斯汀 (Consuelo Costin) 在歌曲“I'll Be Home for Christmas”的慈善封面上二重唱。 [39]

## 獎項
- 2022：英國 S.A.L. “年度英國時裝設計師”獎
- 2022 年：米蘭時裝電影節 - Cameramoda Cinecitta 評審團評選，“最佳動畫短片”，“不朽”
- 2021 年：倫敦時裝電影節評審團評選的“最佳 2D 3D 動畫”，2021 年春夏，AI VR 時尚電影“不朽”與 DNABLOCK Ai [28][29]
- 2021 年：英國議會/議會協會 AFS 獎，以表彰在大流行期間為兒童所做的慈善努力 [30]
- 2021 年：英國卡馬森灣電影節“最佳動畫短片”[提名] DNABLOCK Ai 的“不朽”

- 2016時尚集團國際“新星”（男裝），[31]
- 2015中華民國台灣旅遊大獎，[32]
- 紐約國際電影節最佳紀錄片短片，導演《馬拉姆布列塔尼中華民國台灣之旅》；[33]
- 2014 United Colors of Fashion“Fashion Icon”，[34]
- 2014年歐洲時裝協會，保加利亞時裝大獎，“Eirene”；[35]
- 獲得 WGSN 全球時尚獎“傑出合作，马兰·布莱顿 和 NBC”提名。[36]